# ليزا الريبو-مارتيل
ليزا الريبو-مارتيل هي ممثلة كندية، ولدت في 1 فبراير 1971 بتورونتو في كندا.

## أعمال

### أفلام
- (1988) كوكتيل
- (1992) غير مغفور[4][5]
- (1996) المريض الإنجليزي[6]

## وصلات خارجية
- ليزا الريبو-مارتيل على موقع IMDb (الإنجليزية)
- ليزا الريبو-مارتيل على موقع ألو سيني (الفرنسية)
- ليزا الريبو-مارتيل على موقع أول موفي (الإنجليزية)
- ليزا الريبو-مارتيل على موقع قاعدة بيانات الأفلام السويدية (السويدية)
- ليزا الريبو-مارتيل على موقع قاعدة بيانات الفيلم (الإنجليزية)